# ヌール党
ヌール党（アラビア語: حزب النور、Light Party）は、エジプトのサラフィー主義政党。アレキサンドリアにおいて始められたダアワ・エル＝サラフィーヤ（ダアワ・サラフィー協会）によって2011年のエジプト革命後に創設された。ヌールは「光」を意味するため「光の党」と訳されることも多い（中国語では「光明党」）。本部はアレキサンドリア。
2011年から2012年にかけて行われた人民議会選挙においては、真正党および建設発展党と「イスラミスト・ブロック」を結成して戦い126議席を獲得、第二党に躍進した。
2012年1月から2月にかけて行われたシューラー（諮問）議会選挙において、公選180議席中45議席を獲得した。
2012年8月2日に発足したヒシャーム・カンディール内閣には閣僚を出さなかったが、8月27日に党首のアブドルガフールが社会的コミュニケーション担当の大統領補佐官に任命された。
2013年1月、前年12月に党首を辞任したイマード・アブドゥルガフールらが脱退し、新たに「ワタン党」を設立することを明らかにした。
2013年エジプトクーデター後は反クーデター派には加わらず、2014年のエジプト大統領選挙においてはムルシー解任を主導したアブドルファッターハ・アッ＝シーシーに対する支持を表明した。